# 深州 (古代)
深州，中国隋朝时始置的州。
开皇十六年（595年）置，以故深城为名，治所在安平县（今属河北省）。大业二年（605年）省。唐朝武德四年（621年）析定州、流州地复置，仍治安平县，同年为反唐军阀刘黑闼所据，徙治饶阳县（今属河北省）。貞觀十七年（643年）又省。先天二年（713年）分瀛、冀、定三州地复置，治所在陆泽县（即今河北省深州市西南旧州），辖境相当今河北省深州、安平、饶阳、辛集等市县地。
北宋雍熙四年（987年）徙治静安县（今深州市南）。南宋嘉定八年（1215年），周元儿领导红袄军在此战败金兵，攻克州城。
元朝时，深州辖境缩小，仅有今深州、衡水二市地。明朝永乐十年（1412年），省静安县入州，徙治今深州市。清朝雍正二年（1724年）升深州直隶州，辖境相当今深州、安平、饶阳、武强等县地。1913年，省州改为深县。
| 唐朝深州辖县 | 唐朝深州辖县                                                             |
| ------------ | ------------------------------------------------------------------------ |
| 618年        | 安平县、深泽县、饶阳县、鼓城县                                           |
| 621年        | 饶阳县（改治）、安平县（新增芜蒌县，鼓城县改属廉州，深泽县改属定州）     |
| 627年        | 饶阳县、安平县（鹿城县、下博县、武强县来属，废除芜蒌县）                 |
| 643年        | 废除深州，饶阳县改属瀛州，安平县改属定州，鹿城县、下博县、武强县改属冀州 |
| 713年        | 陆泽县、饶阳县、安平县、鹿城县、下博县、武强县                           |
| 714年        | 陆泽县、饶阳县、安平县、鹿城县（下博县、武强县改属冀州）                 |
| 765年        | 陆泽县、饶阳县、安平县、鹿城县（下博县、武强县、博野县、乐寿县来属）     |
| 800年        | 饶阳县（改治）、陆泽县、安平县、鹿城县、下博县、武强县、博野县、乐寿县   |
| 815年        | 饶阳县、陆泽县、安平县、鹿城县、下博县、武强县（博野县、乐寿县改属瀛州） |
| 821年        | 陆泽县（改治）、饶阳县、安平县、鹿城县、下博县、武强县                   |
| 893年        | 陆泽县、饶阳县、安平县、鹿城县、下博县、武强县（博野县、乐寿县来属）     |
| 905年        | 陆泽县、饶阳县、安平县、鹿城县、博野县、乐寿县（下博县、武强县改属冀州） |

| 唐朝深州刺史 - 裴晞（621年） - 崔元逊（621年—623年） - 诸葛德威（623年） - 成君绰（武德年间） - 张士儒（贞观初年） - 萧龄之（631年—634年） - 张善见（唐高宗时） - 韦琏（开元初年） - 许钦淡（开元年间） - 崔恪（724年之前） - 段崇简（733年） - 宋庭璘（开元年间） - 饶阳郡太守 | - 李献诚（766年—781年之前） - 杨荣国（781年—782年） - 王巨源（782年） - 王怡（元和年间） - 杨孝直（817年—819年） - 薛常翙（820年） - 牛元翼（821年—822年） - 王绍懿（854年） - 王景胤（857年） |